# Nicolas Rausch
Nicolas Rausch (* 20. August 1900 in Bondorf; † 13. März 1977 ebenda) war ein luxemburgischer Radrennfahrer und nationaler Meister im Radsport.

## Sportliche Laufbahn
Rausch war Teilnehmer der Olympischen Sommerspiele 1924 in Paris. Beim Sieg von Armand Blanchonnet im olympischen Einzelzeitfahren wurde er als 27. klassiert und war damit zweitbester Luxemburger. Die Mannschaft Luxemburgs kam mit Rausch, Georges Schiltz, Louis Pesch und Jean-Pierre Kuhn in der Mannschaftswertung auf den 8. Platz.
1924 gewann er die nationale Meisterschaft im Straßenrennen der Amateure. Dieser Sieg brachte ihm die Nominierung für die Olympischen Sommerspiele ein.